# Evaza
Evaza är ett släkte av tvåvingar. Evaza ingår i familjen vapenflugor.

## Dottertaxa tillEvaza, i alfabetisk ordning[1]
- Evaza argyroceps
- Evaza aterrima
- Evaza atripluma
- Evaza aurivestis
- Evaza batchianensis
- Evaza bipars
- Evaza brandti
- Evaza cordata
- Evaza demeijerei
- Evaza dimidiata
- Evaza discalis
- Evaza discolor
- Evaza fenestrata
- Evaza flava
- Evaza flavipalpis
- Evaza flavipes
- Evaza flaviscutellata
- Evaza floresina
- Evaza formosana
- Evaza fortis
- Evaza fulviventris
- Evaza funerea
- Evaza gracilis
- Evaza gressitti
- Evaza hardyi
- Evaza impendens
- Evaza incidens
- Evaza indica
- Evaza inflata
- Evaza interrupta
- Evaza japonica
- Evaza javanensis
- Evaza kerteszi
- Evaza lanata
- Evaza lutea
- Evaza maculifera
- Evaza minor
- Evaza mollis
- Evaza nigripennis
- Evaza nigrispinis
- Evaza nubifera
- Evaza pallipes
- Evaza philippinensis
- Evaza picticornis
- Evaza quatei
- Evaza rossi
- Evaza scenopinoides
- Evaza scutellaris
- Evaza similis
- Evaza solomensis
- Evaza testacea
- Evaza tibialis
- Evaza varia
- Evaza varipes
- Evaza ventralis
- Evaza whitneyi
- Evaza yoshimotoi